# Rethusus fulvescens
Rethusus fulvescens is een keversoort uit de familie schimmelkevers (Latridiidae). De wetenschappelijke naam van de soort werd in 1921 gepubliceerd door Thomas Broun.